# Neothremma genella
Neothremma genella is een schietmot uit de familie Uenoidae. De soort komt voor in het Nearctisch gebied.